# Antocha (Antocha) spiralis
Antocha (Antocha) spiralis is een tweevleugelige uit de familie steltmuggen (Limoniidae). De soort komt voor in het Palearctisch en Oriëntaals gebied.